# Dari-Persisch
Dari (persisch دری Dari, DMG Darī, [dæˈɾiː]) oder Dari-Persisch (فارسی دری Farsi-ye Dari, DMG Fārsī-ye Darī, [fɒːɾsije dæˈɾiː]), meist einfach Farsi (فارسی, DMG Fārsī, ‚Persisch‘, [fɒːɾsiː]), ist die Standardvarietät der persischen Sprache in Afghanistan. Sie basiert auf Kabuli, dem Dialekt von Kabul. In der afghanischen Verfassung ist Dari-Persisch neben Paschtunisch (Paschto) als eine der beiden Amtssprachen aufgeführt. 
Dari ist auch die Sprache der persischsprachigen Medien Afghanistans und Lingua franca zwischen den Volksgruppen. Insgesamt beherrschen 80 % der Menschen in Afghanistan Persisch. Daher ist Persisch die am häufigsten gesprochene Sprache in Afghanistan und die Muttersprache von etwa 25 bis 50 % der afghanischen Bevölkerung, insgesamt etwa 10 bis 20 Millionen Menschen. Das sind 15 bis 28 % der etwa 70 Millionen persischen Muttersprachler weltweit.
Die Bezeichnung Dari bezieht sich offiziell jedoch nicht nur auf den Stadtdialekt von Kabul, sondern auch auf alle Dialekte der persischen Sprache, die in Afghanistan existieren, auch wenn sich diese Dialekte teils stark voneinander unterscheiden. So ist der Herater Dialekt Herati näher mit den Dialekten im Osten Irans als mit den Dialekten im Osten Afghanistans oder Hazaragi verwandt. 
Um den afghanischen Standard vom iranischen, der sich am Hauptstadtdialekt Teherans („Tehruni“) orientiert, zu unterscheiden, nannte ihn die afghanische Regierung 1964 offiziell Dari (wörtlich: „das Höfische“). Dieser Begriff war im Frühmittelalter (9.–10. Jahrhundert) für die Sprache an persischen Fürstenhöfen üblich. Seit jener Umbenennung wird Dari in vielen westlichen Quellen auch als afghanisches Persisch bezeichnet.
Dari verhält sich zum Persischen Irans etwa wie das österreichische Standarddeutsch zum bundesdeutschen Standarddeutsch. Die hauptsächlichen Unterschiede finden sich im Wortschatz und in der Phonologie, was für die gegenseitige Verständlichkeit kein Hindernis darstellt.

## Name
Die Bezeichnung Dari als Amts- und Hofsprache des Samanidenreiches wurde der persischen Sprache ab dem 10. Jahrhundert beigefügt und ist in arabischen (vergleiche al-Estachri, al-Moqaddesi und Ibn Hauqal) und persischen Texten weit verbreitet.
„Fārsī“ (früher „Pārsī“) bedeutet „Sprache der iranischen Provinz Fārs (früher Pārs, altgriechisch Persis)“, der Wiege der persischen Sprache zur Zeit des Achämenidenreiches. Über die Herkunft des Wortes Dari gibt es unterschiedliche Meinungen. Die Mehrheit der Gelehrten glaubt, dass Dari sich auf das persische Wort dar oder darbār (دربار) bezieht, was „Hof“ bedeutet. Der Name erscheint in der Literatur seit der Samanidenzeit im 9. und 10. Jahrhundert, als Persisch zur Hof- und Amtssprache erhoben wurde. Mit dem Begriff darī („Hofsprache“) wollten die Samaniden an die formale Sprache am Hof des vorislamischen persischen Sassanidenreiches anknüpfen, auf das sie sich auch sonst bezogen. Der ursprüngliche Name der Sprache, Pārsī, hingegen wird in einer Mitteilung angegeben, die Ibn al-Muqaffa‘ zugeschrieben wird (zitiert von Ibn an-Nadim in seinem Buch Al-Fehrest).
Daher soll der heutige afghanisch-persische Name Darī die lange Tradition des Persischen in Afghanistan betonen. Dari war vor seiner Einführung als Name der Nationalsprache Afghanistans ein rein poetischer Begriff und im Alltag nicht gebräuchlich. Dies hat zu einem Namensstreit geführt. Viele Persischsprecher in Afghanistan bevorzugen den Namen Fārsī (deutsch Persisch) und sagen, der Begriff Dari sei ihnen von der dominierenden paschtunischen Volksgruppe aufgezwungen worden, um Afghanen von ihren kulturellen, sprachlichen und historischen Bindungen an die persischsprachigen Nationen zu distanzieren. Dazu gehören Iran und Tadschikistan.
Die in Afghanistan gesprochene Dari-Sprache ist nicht mit einer weiteren Sprache in Iran zu verwechseln, die dort Dari oder Gabri genannt wird. Es handelt sich dabei um den Dialekt der in Iran lebenden Zarathustrier.

## Geschichte des heutigenDari
Im Zuge der Konstituierung von Iran und Afghanistan als Nationalstaaten etablierten diese Staaten im frühen 20. Jahrhundert eine Standardvarietät des Persischen als Amtssprache ihres Staates. Diese orientierte sich am gebildeten Sprachgebrauch der Hauptstadt, also Teheran bzw. Kabul. Für das in Zentralasien übliche Persisch erarbeitete die Sowjetunion eine dritte Standardvarietät, das Tadschikische, basierend auf dem Sprachgebrauch von Samarkand. Diese Sprache stimmt im Wesentlichen mit dem Standardpersisch Afghanistans, aber auch Irans überein, unterscheidet sich jedoch durch die Ersetzung der traditionellen arabo-persischen Schrift zunächst durch die lateinische, später durch die russische Schrift. Mit der Schaffung der Tadschikischen ASSR 1929 erhielt diese Sprache ein festes Territorium. Die Benennung der afghanischen Standardvarietät des Persischen als Dari gehört in diesen Prozess der Nationalisierung des Persischen.

## Geografische Verbreitung

Die wichtigste Sprache in Afghanistans Distrikten. Dari ist hellgrün.

Dari ist eine der beiden Amtssprachen Afghanistans, die andere ist Paschtunisch. In der Praxis dient es jedoch als de facto Lingua Franca unter den verschiedenen ethnolinguistischen Gruppen. Dari wird von ungefähr 25–50 % der Bevölkerung Afghanistans als Muttersprache gesprochen, daneben kommen andere persische Dialekte wie Hazaragi vor. Insgesamt beherrschen 80 % der Bevölkerung Afghanistans Persisch. Tadschiken, die ungefähr 27 % der Bevölkerung ausmachen, sind die Hauptsprecher. Hazara (9 %) und Aimāiqen (4 %) sprechen zwar auch Persisch, aber andere Dialekte, die für Dari-Sprecher verständlich sind. Darüber hinaus verwenden viele Paschtunen, die in Tadschik und Hazaristan leben, Dari als Muttersprache. 
Das World Factbook besagt, dass 80 % der afghanischen Bevölkerung die Dari-Sprache beherrscht. Ungefähr 2,5 Millionen Afghanen in Iran und Afghanen in Pakistan, die Teil der afghanischen Diaspora sind, sprechen Dari als eine ihrer Hauptsprachen. Auch Migranten aus Afghanistan in westlichen Ländern sprechen häufig Dari, es gehört in manchen deutschen Städten wie Hannover oder Hamburg zu den wichtigsten Migrantensprachen.
Dari beherrscht die nördlichen, westlichen und zentralen Gebiete Afghanistans und ist die gemeinsame Sprache in Städten wie Masar-e Scharif, Herat, Fayzabad, Pandschschir, Bamiyan und der afghanischen Hauptstadt Kabul, in der sich alle ethnischen Gruppen niederlassen. Darisprachige Gemeinden existieren auch in Gebieten im Südwesten und Osten von Paschtunen, wie in den Städten Ghazni, Farah, Sarandsch, Laschkar Gah, Kandahar und Gardez.

### Dialektkontinuum
Die Dialekte von Dari, die in Nord-, Mittel- und Ostafghanistan gesprochen werden, zum Beispiel in Kabul, Masar-e Scharif und Herat, weisen im Vergleich zum iranischen Persisch unterschiedliche Merkmale auf. Der in Westafghanistan gesprochene Dialekt von Dari ist kaum anders als die iranischen Dialekte. Zum Beispiel teilt der Dialekt von Herat den Wortschatz und die Phonologie mit Dari und dem iranischen Persisch. Ebenso ist der persische Dialekt in Ostiran, zum Beispiel in Maschhad, dem afghanischen Herati-Dialekt ziemlich ähnlich.
Der Kabuli-Dialekt ist zum Standardmodell von Dari in Afghanistan geworden, ebenso wie der Teherani-Dialekt in Bezug auf Persisch in Iran. Seit den 1940er Jahren sendet Radio Afghanistan seine Dari-Programme in Kabuli-Persisch. Seit 2003 führen die Medien, insbesondere die privaten Rundfunk- und Fernsehsender, ihre Dari-Programme mit der Kabuli-Variante durch.

## Unterschiede zwischen dem iranischen und afghanischen Persisch
Es gibt phonologische, lexikalische und morphologische Unterschiede zwischen dem afghanischen Persisch und dem iranischen Persisch. Abgesehen von regionalen Redewendungen gibt es keine signifikanten Unterschiede in der Schriftform.

### Phonologische Unterschiede
Die Hauptunterschiede zwischen dem iranischen Standardpersisch, basierend auf dem Dialekt der Hauptstadt Teheran, und dem afghanischen Standardpersisch, basierend auf dem Kabuler Dialekt, sind:
1. Die sogenannten Majhul-Vokale, langes Ē und Ō, sind im iranischen Persisch mit langem Ī und Ū zusammengefallen, während sie auf afghanisch-persisch immer noch getrennt sind. Beispielsweise werden die Wörter „Löwe“ und „Milch“ im iranischen Persisch beide als schīr ausgesprochen. Im afghanischen Persisch dagegen heißt der Löwe schēr und die Milch schīr. In Iran haben die Wörter zūd „schnell“  und zūr „Kraft“ beide ein langes U; im Gegensatz dazu werden diese Wörter in Afghanistan zūd und zōr ausgesprochen.
2. Kurzes / i / und / u / wird im iranischen Persisch immer auf [e] und [o] abgesenkt. Dies ist im Dari nicht zwingend; es gibt beide Varianten.
3. Die Diphthonge des frühklassischen Persisch ai und au (wie in „Mai“ und „Haus“) sind im iranischen Persisch zu ey und ou geworden (wie in Englisch „day“ und „low“). Dari hingegen hat die alten Diphthonge eher erhalten. Z. B. wird نخیر „nein (höflich)“ im Persisch Irans als nacheyr und im afghanischen Persisch als nachair ausgesprochen, und نوروز „Persisches Neujahr“ ist Nourūz in Iran und Naurōz in Afghanistan. Das iranische ou hat sich in den letzten Jahrzehnten immer mehr zu einem O entwickelt; wenn ou als O ausgesprochen wird, fällt es oft mit dem kurzen O zusammen (während es in Afghanistan ein Au bleibt).
4. Das kurze / a / tendiert in Iran mehr zum Ä ([æ]) als in Afghanistan.
5. In Iran wird der Buchstabe W (و) als stimmhafter labiodentaler Frikativ [v] ausgesprochen (wie in Französisch vivre). Das afghanische Persisch behält dagegen die (klassische) bilabiale Aussprache [w] bei. [v] ist im afghanischen Persisch ein Allophon von / f / vor stimmhaften Konsonanten. In einigen Fällen kommt es auch als Variation von / b / zusammen mit [ β ] vor.
6. Das sehr häufige sogenannte „nicht ausgesprochene h“ (persisch he-ye ġair malfūẓ) am Wortende (ه-) wird in Iran als -e ausgesprochen, in Afghanistan als -a. Daher heißt die afghanische Stadt Maimana in Iran Meymaneh.

Allerdings übt das iranische Fernsehen einen gewissen Einfluss auf die Phonologie vor allem in Westafghanistan, besonders in Herat aus, so dass sich dort die Aussprache zugunsten des iranischen Standards verschiebt.

### Lexikalische Unterschiede
Es gibt lokal unterschiedliche Wörter für eine Reihe von Begriffen, ähnlich wie „Aprikose“ und „Marille“ im bundesdeutschen und österreichischen Deutsch. Ein Schuh wird in Iran als کفش, DMG kafš und in Afghanistan als پاپوش, DMG pāpōš bezeichnet, und „mit etwas fertigwerden“ heißt in Iran چیزی را تمام کردن, DMG čīz-ī rā tamām kardan (wörtlich: „eine Sache fertig machen“), und in Afghanistan از چیزی خالص شدن, DMG az čīz-ē ḫāliṣ šudan (wörtlich: „von einer Sache frei werden“)
In Iran wurde 1935 eine Sprachakademie unter dem Namen Akademie für persische Sprache und Literatur (persisch فرهنگستان زبان و ادب فارسی, DMG Farhangestān-e zabān wa adab-e fārsī) eingerichtet, die das iranische Persisch reguliert. Unter anderem ist sie bestrebt, Fremdwörter durch persische zu ersetzen. Dieser Prozess hält bis heute an. Demgegenüber wurde in Afghanistan das afghanische Persisch nicht reguliert, dafür jedoch viel mehr Energie in die Weiterentwicklung des Paschto gesteckt. Daher heißt „Student“ im iranischen Persisch heute دانشجو, DMG dānešǧū, wörtlich: „Wissenssucher“, während man in Afghanistan weiterhin das aus dem Arabischen stammende Wort محصل, DMG muḥaṣṣil verwendet.
Ältere europäische Fremdwörter kommen in Iran tendenziell eher aus dem Französischen, in Afghanistan durch die Nähe Britisch-Indiens eher aus dem Englischen. Zum Beispiel heißt die Steckdose in Iran پریز, DMG perīz (von französisch prise), in Afghanistan aber ساکت, DMG sāket (von englisch socket). Auch wird der Name „Deutschland“ in Iran, persisch آلمان, DMG Ālmān, aus französisch „Allemagne“ abgeleitet, wohingegen dasselbe Land in Afghanistan auch جرمنى, DMG Ǧermanī (von englisch „Germany“) genannt wird.
Die Dari-Sprache hat eine reiche und farbenfrohe Tradition von Sprichwörtern, die die afghanische Kultur und Beziehungen tief widerspiegeln, wie der US-Marinekapitän Edward Zellem in seinen zweisprachigen Büchern über afghanische Dari-Sprichwörter, die in Afghanistan gesammelt wurden, gezeigt hat.